# Teorema del buon ordinamento
Il teorema del buon ordinamento (da non confondersi con il principio del buon ordinamento) afferma che ogni insieme può essere bene ordinato.
La sua importanza è dovuta al fatto che esso rende possibile trattare ogni insieme con la tecnica dell'induzione transfinita, tecnica logicamente assai efficace.
Georg Cantor considerava che questo enunciato fosse un "fondamentale principio del pensiero." Molti matematici, tuttavia, trovano difficile visualizzare un buon ordinamento di insiemi come {\displaystyle \mathbb {R} }, insieme dei numeri reali. Nel 1904 Julius König annunciò di avere dimostrato che tale buon ordinamento non può esistere, ma successivamente Felix Hausdorff ha trovato un errore nella sua dimostrazione. Ernst Zermelo in seguito per dimostrare il teorema del buon ordinamento introdusse l'assioma della scelta ritenendolo un "principio logico non sottoponibile ad obiezioni" (per questo motivo ci si riferisce a questo teorema come teorema di Zermelo). Oggi sappiamo che si può dire di più: il teorema del buon ordinamento è equivalente all'assioma della scelta: aggiungendo uno dei due enunciati agli assiomi di Zermelo-Fraenkel si può dimostrare l'altro.
Il teorema del buon ordinamento ha conseguenze che possono apparire paradossali, come ad esempio il cosiddetto paradosso di Banach-Tarski.

## Equivalenza con l'assioma della scelta

### Dipendenza dell'assioma della scelta
Dimostriamo che se ogni insieme è bene ordinabile, vale l'assioma della scelta.
Data una famiglia {\displaystyle {\mathcal {F}}}, vorremmo trovare una funzione {\displaystyle f\colon {\mathcal {F}}\rightarrow \bigcup _{X\in {\mathcal {F}}}X} tale che {\displaystyle \forall X\in {\mathcal {F}},f(X)\in X}.
Ma su {\displaystyle \bigcup _{X\in {\mathcal {F}}}X} possiamo stabilire un buon ordine {\displaystyle <}.
Allora, per la definizione di buon ordine, dato un insieme {\displaystyle X\in {\mathcal {F}}}, che sarà sottoinsieme di {\displaystyle \bigcup _{X\in {\mathcal {F}}}X} possiamo trovare un elemento minimo.
La funzione {\displaystyle f(X)=\min\{y\in (X,<)\}} è una buona funzione di scelta, dato che è definita per ogni {\displaystyle X} e {\displaystyle f(X)\in X}.

### Dipendenza dal lemma di Zorn
Per dimostrare che nelle ipotesi dell'assioma scelta il teorema del buon ordinamento vale, dimostriamolo a partire da un risultato equivalente all'assioma della scelta: il lemma di Zorn.
Dato un insieme {\displaystyle X}, sia {\displaystyle BO(X)} l'insieme dei buoni ordinamenti definiti su sottoinsiemi di {\displaystyle X.}
Possiamo definire su {\displaystyle BO(X)} una relazione d'ordine {\displaystyle \prec } come segue:
{\displaystyle (A,<_{A})\prec (B,<_{B})\iff A<_{e}B\land \forall a,a'\in A(a<_{A}a'\iff a<_{B}a').}
Un buon ordinamento su {\displaystyle A} è più piccolo di uno su {\displaystyle B} se {\displaystyle A} è un segmento iniziale di {\displaystyle B} e i due ordinamenti coincidono su {\displaystyle A}.
Data una catena {\displaystyle C\subset (BO(X),\prec )}, essa ha sempre un maggiorante, che non è altro che l'unione dei suoi elementi, avente come ordine l'unione degli ordini. Allora, per il lemma di Zorn, esiste un elemento massimale; una catena {\displaystyle (D,\prec _{D})}, cioè, che non è contenuta strettamente in nessun'altra catena avente ordinamento compatibile.
Allora {\displaystyle D=X}. Infatti se così non fosse, avremmo che {\displaystyle X\setminus D} contiene almeno un elemento {\displaystyle z}, e che quindi, data {\displaystyle D'} la catena {\displaystyle D} con l'aggiunta dell'elemento {\displaystyle z} come massimo, {\displaystyle (D,\prec _{D})\prec (D',\prec _{D'})}, contro l'ipotesi di massimalità di {\displaystyle (D,\prec _{D})}.
Di conseguenza, {\displaystyle \prec _{D}} è un buon ordine su {\displaystyle X}.